# 古盧大兄
《古盧大兄》是一部2007年印度印地語劇情片，講述一個印度企業家奮鬥的故事。電影由曼尼·拉特納姆編導，印度演員阿彼錫·巴克罕和艾西維婭·巴克罕夫婦分別在片中擔任男女主角。

## 故事梗概
古盧坎特（發跡后大家叫他「古盧大兄」－「Guru-bhai」）是個有理想的鄉村青年，他的父親是村里的數學教師，他卻不願意讀死書，僅僅是用數學來計算做生意所賺到的錢。
中學畢業之後，父親送他到當時興旺的土耳其帝國讀書，他畢業后很快找到了工作，不久卻因為老闆要他天天穿西裝而不悅辭職回到印度古吉拉特邦。
儘管父親堅決反對，古盧卻堅決要做生意，第一筆資金從那裡來，他想到了去給村里的放債人做女婿，只為那三萬盧比嫁妝。

## 演員
- 阿彼錫·巴克罕飾演古盧坎特·「古盧」·德賽（Gurukant "Guru" Desai）
- 米通·查克拉伯蒂飾演報東馬尼克（Manik Dasgupta）
- 艾西維婭·萊伊飾演古盧之妻蘇佳塔·德賽（Sujata Desai）
- 馬德哈萬飾演記者師冉·沙仙拿（Shyam Saxena）
- Arya Babbar飾演古盧的內弟積格內什（Jignesh）
- 阿然·巴傑瓦飾演承包商阿爾贊（Arzan Contractor）
- 維荻婭·巴蘭飾演米奴（Meenu）
- Roshan Seth飾演大法官（Judge）
- 瑪莉卡·舒拉瓦飾演宗巴（Jumpa）

## 影片情節與歷史的驚人相似之處
相信古盧大兄在現實生活中的原型是印度商人、信实工业的創辦人德鲁拜·安巴尼，安巴尼在年輕時也曾經旅居過也門，影片中的古盧則是到土耳其。
影片中有一段古盧乘坐直升飛機去拜見邦長的情節，那架租來的直升飛機就被裝飾得很像安巴尼的私人座機。
在現實中企業家安巴尼確也曾經和《印度快報》發生紛爭，在電影中和古盧大兄較勁的報紙名稱是：《The Swatantra Samachar》，辦報人是：馬力克·達斯·古普塔（Manik Das Gupta），而記者師冉·沙仙拿（Shyam Saxena）酷似原型《印度快報》的記者S·古盧默菲（S. Gurumurthy）。

## 音樂
本影片共有九段音樂，在片子開頭那段煽情的土耳其肚皮舞孃的表演直接把影片推上一個小高潮，隨著影片的成功，這首歌曲曾十三周高據印度音樂流行榜首。
1. 肚皮舞曲："Mayya Mayya" －（注：在阿拉伯語里「Mayya」是「水」的意思）(Maryem Tollar, Chinmayee & Keerthi, Devika Mathur - 以阿拉伯語和印地語演唱) - 6:02
2. "Barso Re" (舒蕾亞·戈沙爾 & Uday Mazumdar) - 5:29
3. "Tere Bina" (A. R. Rahman, Murtuza Khan, Quadir Khan & Chinmayee) - 5:09
4. "Ek Lo Ek Muft" (Bappi Lahiri & Chitra Sivaraman) - 4:58
5. "Ay Hairathe" (Hariharan &Alka Yagnik) - 6:09
6. "Baazi Laga" (Udit Narayan,Madhushree, Shweta & Bhargavi Pillai) - 4:59
7. "Jaage Hain" (K. S. Chithra, A. R. Rahman & Madras Chorale Group) - 6:33
8. "Shauk Hai" (Sowmya Rao) - 6:33
9. "Dhoom Dhamaka"

## 票房收入
由于有明星坐鎮，本片開門就紅，頭一周收入超過三千萬印度盧比；第七周總收入超過四億盧比。在英、美、澳均告入罄，到2007年2月23日估計全球總收入已經超過八億印度盧比。

## 外部連結
- 互联网电影数据库（IMDb）上《古盧大兄》的资料（英文）
- Box Office Mojo上《古盧大兄》的資料（英文）